# زقزاق سانت هيلين
زقزاق سانت هيلين (الاسم العلمي: Charadrius sanctaehelenae) هو نوع من الطيور يتبع جنس الزقزاق من فصيلة الزقزاقية.